# Ліси Косова

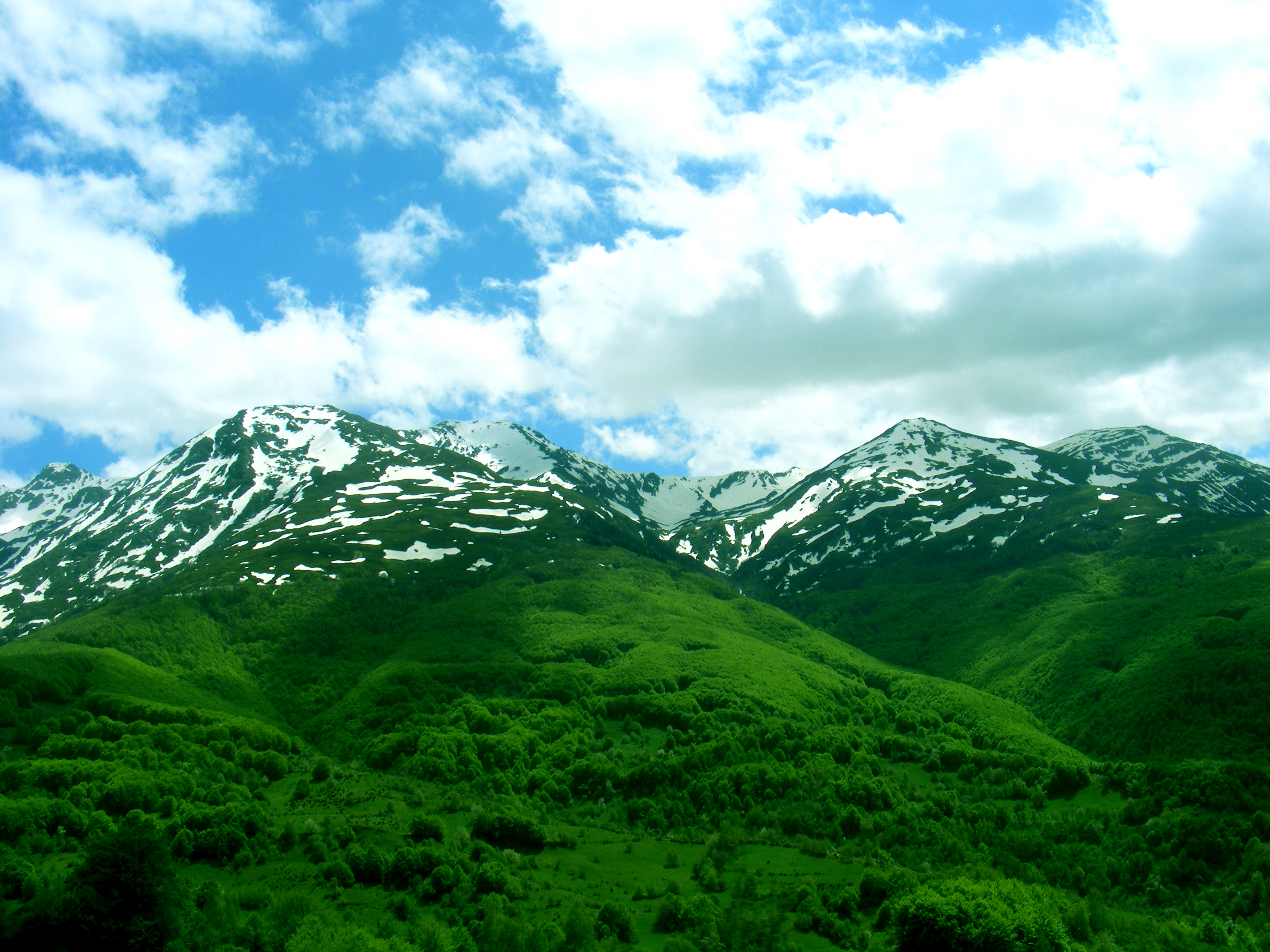
Весняний ліс у горах Шар-Планина

Ліси Косова становлять близько 41 % всієї площі країни. Велика частина лісів є в південно-західній частині Косова, в тому числі й на околицях міст Печ, Дечані, Істок, Юнік і Джяковіца і захищена певними законами Конституції Косова. Є кілька типів лісів у Косові, але переважають соснові ліси.
Усі ліси Косова мають багату флору і фауну, що важливо для всього регіону Балкан. Косовська флора становить близько 25 % флори Балкан і 18 % європейської флори. Найважливішими регіонами із біорізноманіття є Шар-Планина і Албанські Альпи. Проте, косовські лісові масиви зазнають пошкоджень в результаті сезонних пожеж та незаконних вирубок.

## Огляд
Косовські ліси мають загальнодержавне значення і в даний час захищені десятком законів. Їхня площа оцінюється у 464 800 га (1 148 456 акрів), з яких 278 880 га (689 127 акрів) є суспільною власністю в веденні Косовського агентства лісового господарства і 185 920 га (459 418 акрів) контролюється приватним сектором.
Ліси впливають на клімат Косова і слугують захистом від ерозії ґрунтів. Деякі ліси перетворено в природні курорти для використання їхніх терапевтичних можливостей.
Оцінки показують, що загальний обсяг лісової деревини становить близько 40 млн м², при цьому щільність становить близько 90 м³ деревини на гектар. Тут є широколистяні та хвойні ліси..

### Типи лісів
У таблиці наведено класифікацію лісів за даними Агентства лісового господарства Косова:
| Типи лісів    | Площа у гектарах | Поширення у % |
| ------------- | ---------------- | ------------- |
| Гірські ліси  | 66,000           | 15 %          |
| Низинні ліси  | 179,000          | 42 %          |
| Вторинні ліси | 82,000           | 20 %          |
| Чагарники     | 103,000          | 23 %          |

Близько половини всіх косовських лісів має середній вік дерев від 0 до 20 років, водночас друга половина майже порівну поділена між категоріями від 20 до 40 років, від 40 до 60 років і від 60 до 80 років. Понад дві третини державних і приватних лісів мають середній діаметр стовбурів дерев понад 7 см (2,75 дюйма).

#### Ліси по типу деревини

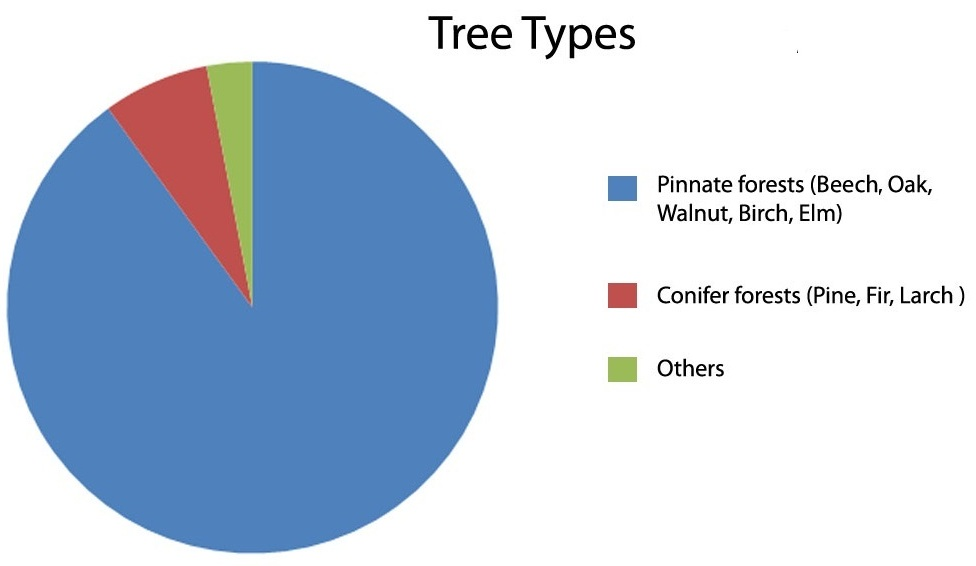
Кругова діаграма, що показує найбільш поширені типи деревини в лісах Косова.

Деякі з найбільш поширених типів лісів у Косові:
- Бук балканський ((Fagus taurica))
- Ялиця біла (Abies alba)
- Ялина європейська (Picea abies)
- Сосна боснійська (Pinus heldreichii)
- Сосна румелійська (Pinus peuce)
- Дуб скельний (Quercus petraea)
- Дуб італійський (Quercus frainetto)
- Верба козяча (Salix caprea)
- Ліщина звичайна (Corylus avellana)

### Щорічна динаміка відновлення лісу
Майже половина всієї території Косова є лісистою, що приводить до задовільного ступеня річного зростання лісів. Загальний запас оцінюється у 40 млн м3 деревини. Він щорічно збільшується приблизно на 1,3 млн м 3, або близько 3 м3 на гектар. Водночас щорічний національний попит на деревину, як вважають, становить близько 1 млн м 3. Цей величезний попит виникає через те, що дрова — найбільш поширене джерело тепла по всій країні. Косовський ліс, таким чином, збільшується на 300 000 м3 деревини щороку, але загалом ліси залишаються у стані занепаду.

### Охоронні райони
Близько 4,39 % території Косова вкрита природоохоронними територіями. Є 97 охоронних територій, які складаються з природних заповідників, регіональних парків, пам'яток природи та національних парків. Найбільша територія являє собою комплекс гір Шар-Планіна з загальною площею 60 000 гектарів (148,300 акрів). Також були плани оголосити Албанські Альпи національним парком.

### Поселення у лісах

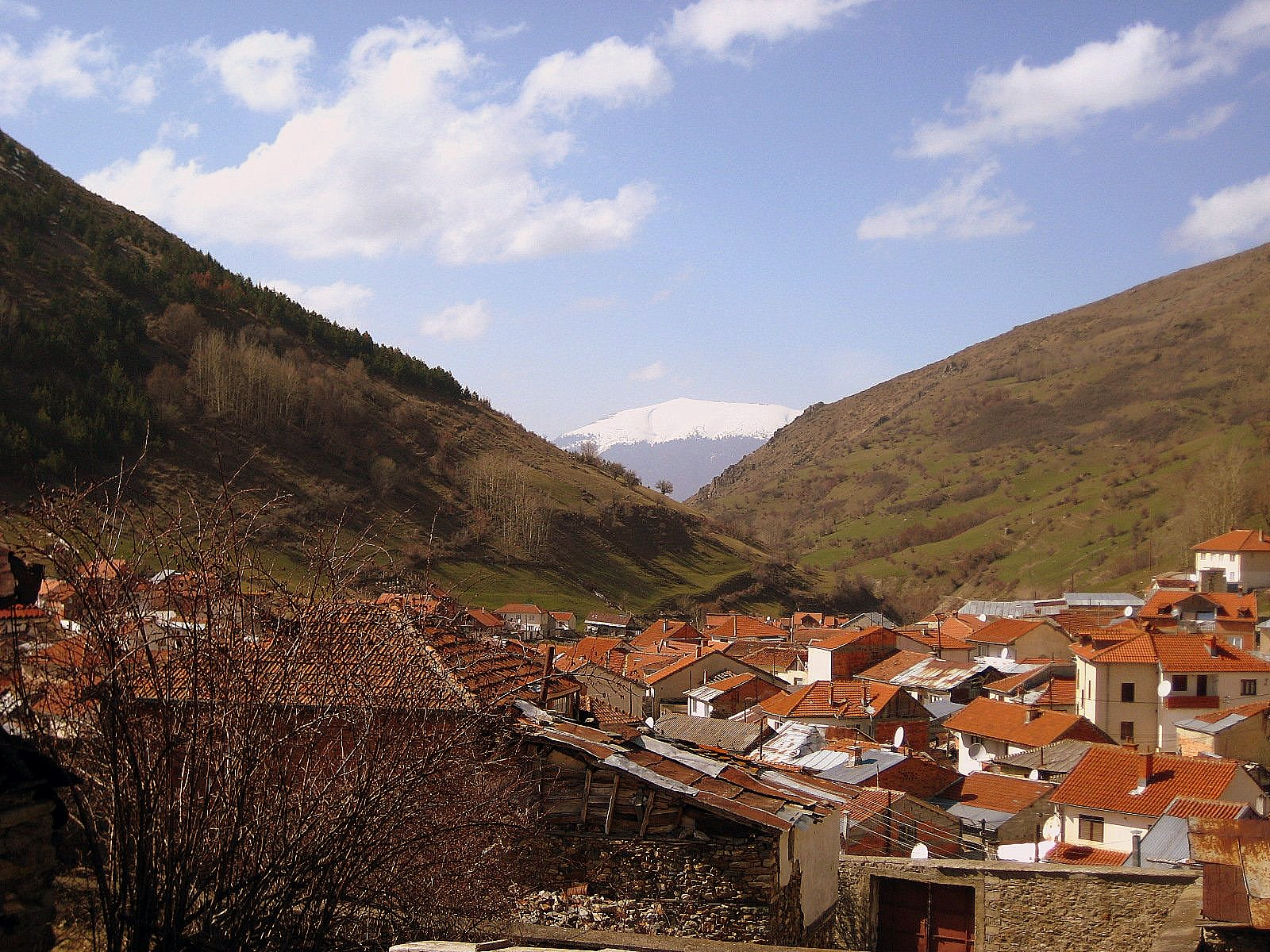
Село Брод, Драгаш

Є деякі населені пункти в лісах Косова. Найбпримітніші з них у південно-західній частині Косова, а точніше у Шар-Планіна і Албанських Альпах. Муніципалітети, такі як Штерпце, Юнік і Драгаш, розташовані близько до лісистої місцевості, тому є кілька невеликих населених пунктів, що повністю лежать у лісах. Крім того, є багато інших сіл і селищ в інших частинах Косова, які частково розташовані в лісі. Однак це змінюється через високі темпи урбанізації та вирубки лісів у сільськогосподарських цілях. Комуна Лепосавіч також лежить близько до рідколісся Копаонік.

### Загрози та збереження

#### Законодавство
Основний закон, що стосується збереження лісів, затверджений 2003 року Асамблеєю Косова. Конституція Республіки Косово також передбачає, що косовські ліси повинні бути захищені відповідно до раніше затверджених законів, серед них закон про ліси. Численні інші закони з тих пір були затверджені, в тому числі закон про охорону навколишнього середовища та закон про територіальне планування, але їхнє застосування залишається обмеженим. Незаконне використання лісів фізичними особами є головним питанням, з яким стикають установи природоохоронного регулювання. Крім того, пошкодження лісових масивів створює серйозні ризики для зникаючих видів флори і фауни, що населяють райони, які зазнали незаконної вирубки.

#### Оцінка лісових площ
Остання оцінка територій, вкритих лісами в межах кордонів Косова, мала місце протягом 2012 року. Проте тільки 92 756 гектарів (229 205 акрів) або 20 % всіх лісів були взяті до уваги. Вона проходила на основі оцінки, завершеної 2002 року, і зібрала дані для тієї ж самої області, в результаті чого 80 % лісової площі опинилася за межами змінених розрахунків. Цей недолік даних створює незручності для просторового планування в першу чергу. Створення стабільних стратегій для боротьби з незаконним використанням дерев також дуже важко через відсутність інформації про лісових масивів. Крім того, пожежі, які переважно стаються в спекотні літні місяці, не можна належним чином простежити, якщо тільки одна п'ята частина всього лісу оцінена. Наступна оцінка пройде через десять років після останньої оцінки і, можливо, охопить більшу територію.

## Перелік лісів

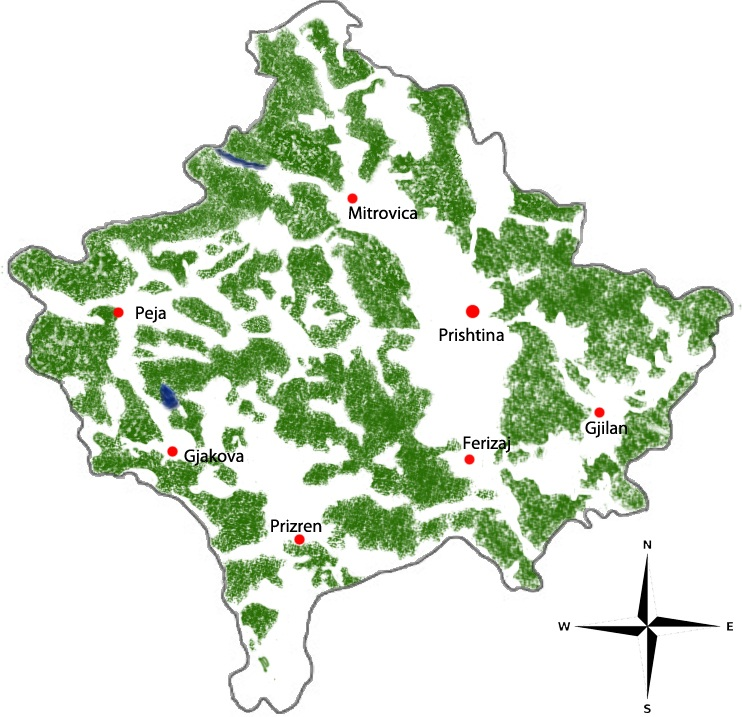
Мапа поширення лісів у Косові

У наступній таблиці наведено найважливіші ліси Косова і їхнє розташування:

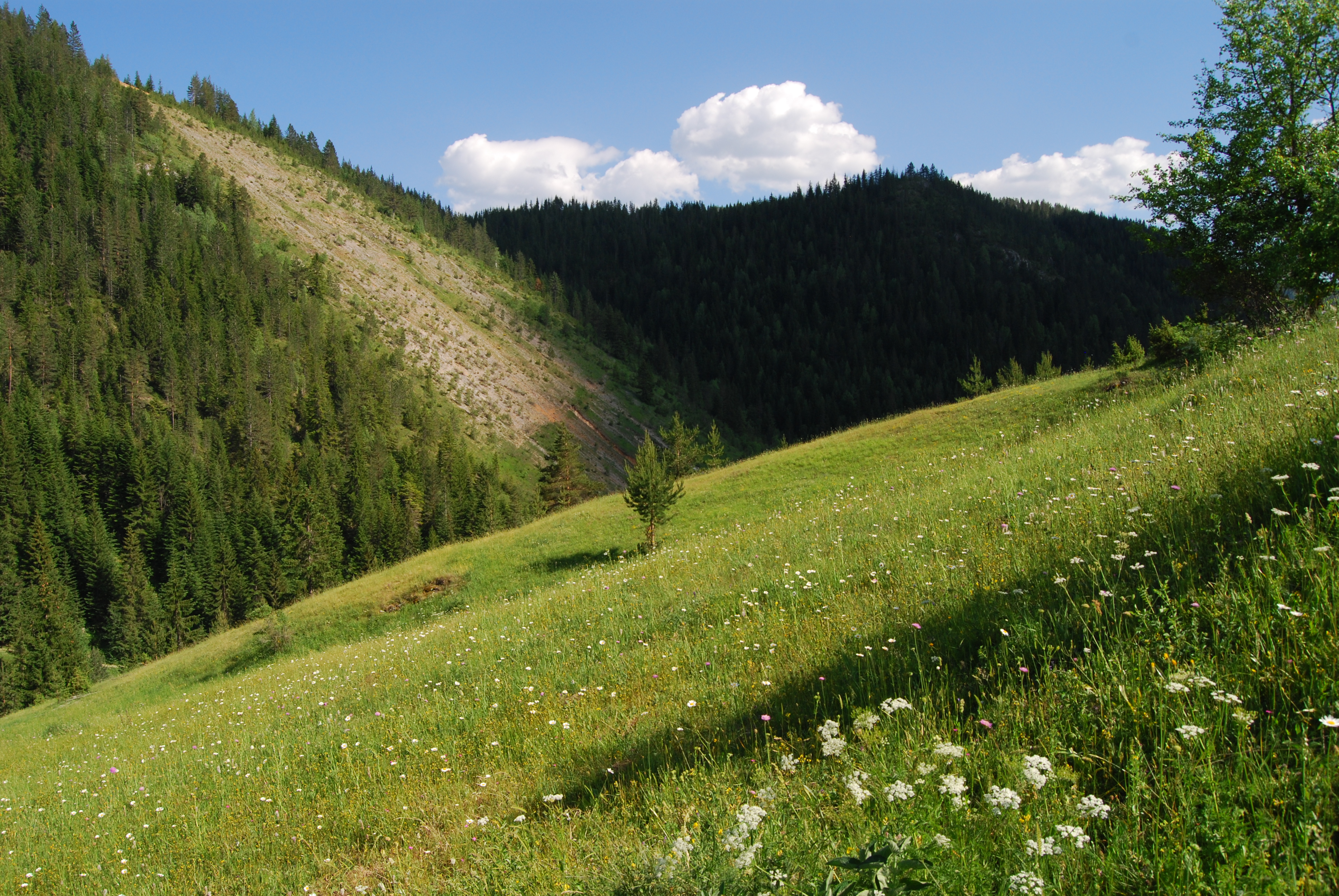
Ліс у Руговських Альпах

| Назва лісу     | Район (албанською) | Район сербською)   | Координати                                                        |
| -------------- | ------------------ | ------------------ | ----------------------------------------------------------------- |
| Шарський       | Prizren            | Призрен            | 42°09′04″ пн. ш. 20°54′43″ сх. д. / 42.151° пн. ш. 20.912° сх. д. |
| Проклетієський | Peja               | Печ                | 42°44′24″ пн. ш. 20°21′43″ сх. д. / 42.740° пн. ш. 20.362° сх. д. |
| Пріштінський   | Prishtina          | Priština           | 42°40′34″ пн. ш. 21°12′54″ сх. д. / 42.676° пн. ш. 21.215° сх. д. |
| Паштрік        | Prizren            | Prizren            | 42°13′08″ пн. ш. 20°31′23″ сх. д. / 42.219° пн. ш. 20.523° сх. д. |
| Мокрогорський  | Mitrovica          | Kosovska Mitrovica | 42°51′25″ пн. ш. 20°32′10″ сх. д. / 42.857° пн. ш. 20.536° сх. д. |
| Коритнік       | Peja               | Peć                | 42°04′59″ пн. ш. 20°34′01″ сх. д. / 42.083° пн. ш. 20.567° сх. д. |
| Єзерце         | Ferizaj            | Uroševac           | 42°22′01″ пн. ш. 21°01′48″ сх. д. / 42.367° пн. ш. 21.030° сх. д. |
| Неродімлє      | Ferizaj            | Uroševac           | 42°19′59″ пн. ш. 21°04′08″ сх. д. / 42.333° пн. ш. 21.069° сх. д. |
| Жітінє         | Ferizaj            | Uroševac           | 42°13′55″ пн. ш. 21°17′38″ сх. д. / 42.232° пн. ш. 21.294° сх. д. |
| Опоя           | Prizren            | Prizren            | 42°07′34″ пн. ш. 20°40′44″ сх. д. / 42.126° пн. ш. 20.679° сх. д. |
| Гайла          | Peja               | Peć                | 42°32′42″ пн. ш. 20°12′29″ сх. д. / 42.545° пн. ш. 20.208° сх. д. |
| Пруговач       | Prishtina          | Prišina            | 42°45′04″ пн. ш. 21°12′29″ сх. д. / 42.751° пн. ш. 21.208° сх. д. |
| Козніца        | Prishtina          | Prišina            | 42°38′24″ пн. ш. 21°22′16″ сх. д. / 42.640° пн. ш. 21.371° сх. д. |
| Жеговач        | Ferizaj            | Uroševac           | 42°26′49″ пн. ш. 21°16′44″ сх. д. / 42.447° пн. ш. 21.279° сх. д. |
| Ранілуг        | Prishtina          | Prišina            | 42°29′20″ пн. ш. 21°36′40″ сх. д. / 42.489° пн. ш. 21.611° сх. д. |
| Гужіца         | Gjilan             | Gnjilane           | 42°17′10″ пн. ш. 21°17′56″ сх. д. / 42.286° пн. ш. 21.299° сх. д. |
| Слаковце       | Mitrovica          | Kosovska Mitrovica | 42°52′26″ пн. ш. 21°03′18″ сх. д. / 42.874° пн. ш. 21.055° сх. д. |
| Дубочак        | Mitrovica          | Kosovska Mitrovica | 42°50′42″ пн. ш. 20°43′48″ сх. д. / 42.845° пн. ш. 20.730° сх. д. |

## Флора і фауна
Флора і фауна косовськів лісів досить багата через вплив середземноморського клімату через річку Білий Дрин. У цьому контексті Шар-Планіна і Албанські Альпи є двома найбільш важливими областями для біорізноманіття Косова. Рідколісся Шар-Планіни є середовищем існування 86 видів судинних рослин, в той час як Албанські Альпи є домом для 128 ендемічних видів.

### Флора

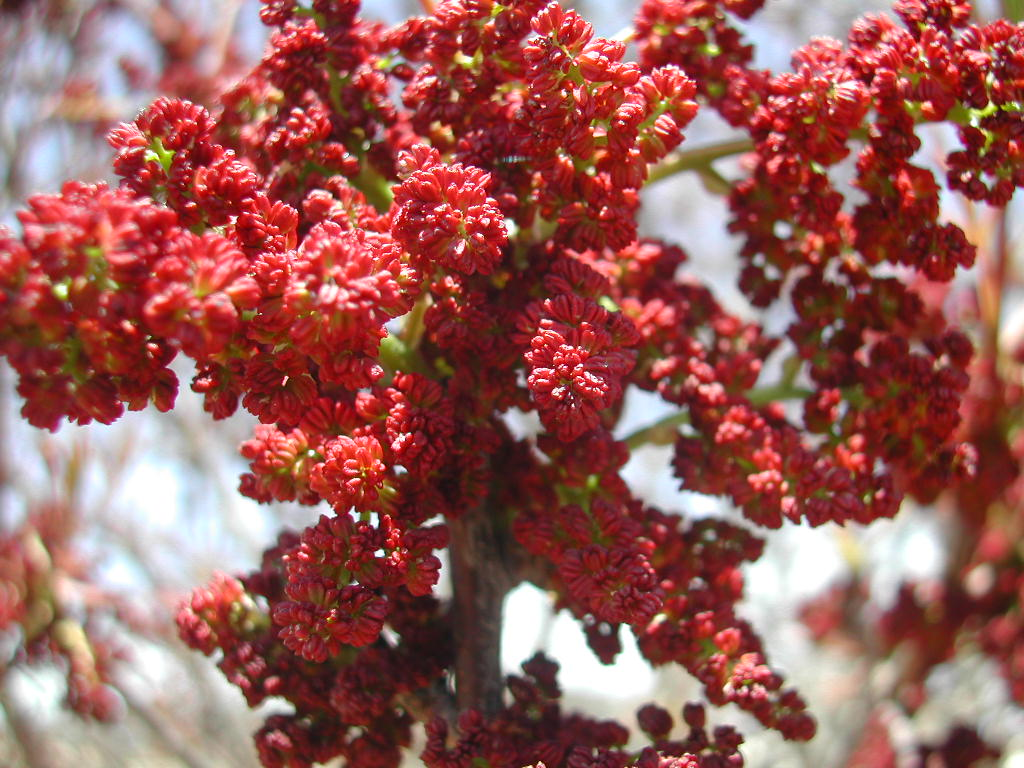
Pistacia palaestina, характерний вид косовських лісів

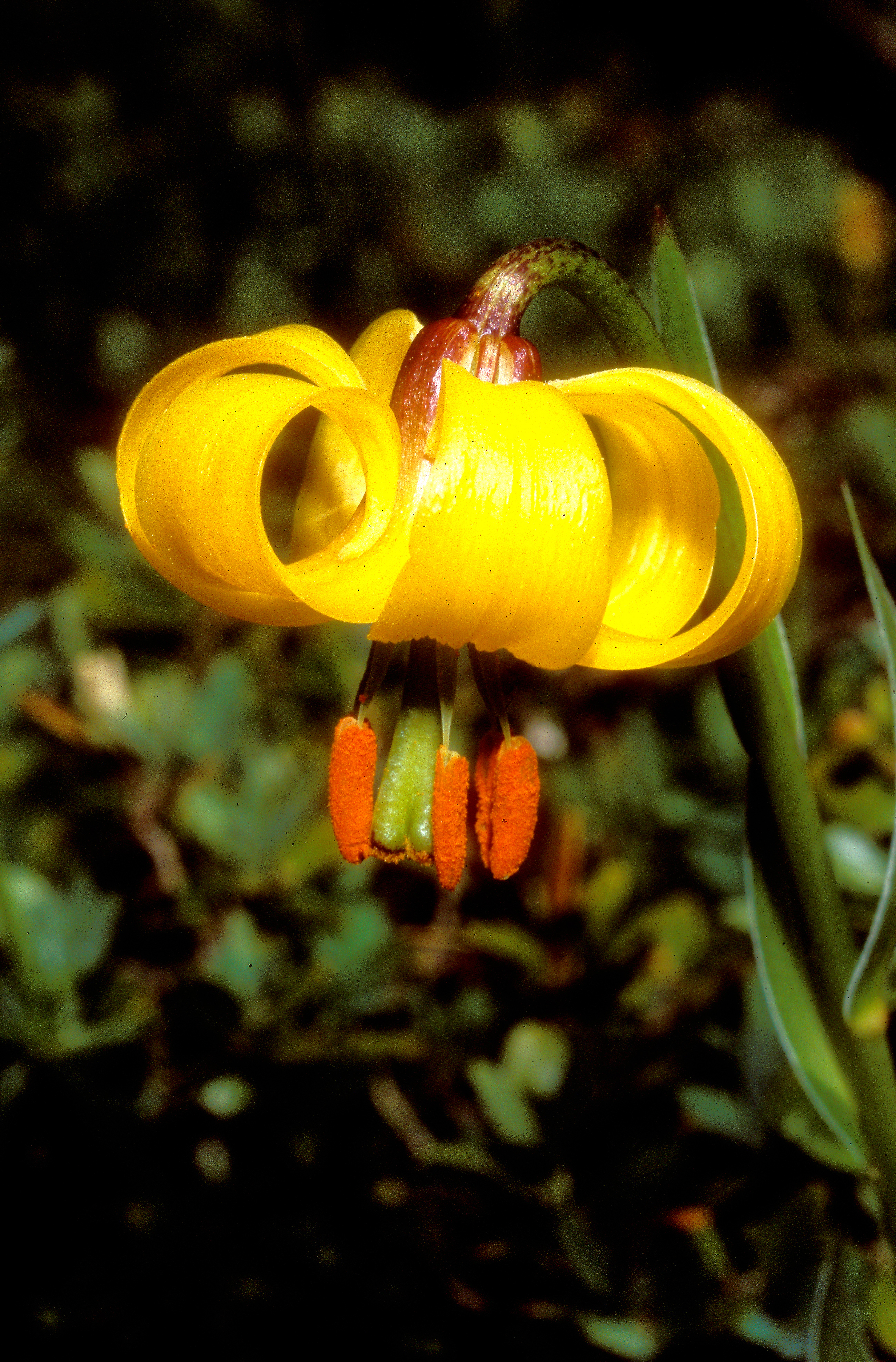
Албанська лілія

Косовська лісова флора представлена 139 видами, що класифіковані у 63 роди, 35 родин і 20 порядків. Вона важлива для всього регіону Балкан — хоча Косово являє собою лише 2,3 % всієї поверхні регіону, за рослинністю вона являє собою 25 % флори Балкан і близько 18 % європейської флори. Через вплив середземноморського клімату кілька рослин, характерних для субсередземноморських регіонів, є в лісах Косова, серед них терпентинне дерево (Pistacia terebinthus), ашпарагус дикий (Asparagus acutifolius), ломиніс пекучий (Clematis flammula) та берізка мальвоподібна (Convolvulus althaeoides).
Інші види, які поширені в лісах Косова і які не є винятковими для середземноморського клімату:
- Бирючина звичайна (Ligustrum vulgare)
- Анемона блакитна (Anemone apennina)
- Хмілеграб звичайний (Ostrya carpinifolia)
- Граб східний (Carpinus orientalis)
- Ліщина турецька (Corylus colurna)
- Форзиція (Forsythia europaea)

#### Зникаючі види
Є кілька видів рослин у косовськими лісах, які вважаються під загрозою зникнення, за класифікацією Агентства з охорони навколишнього середовища Косова:
- Narcissus poeticus
- Tulipa gesneriana
- Trollius europaeus
- Lilium albanicum
- Fritillaria graeca
- Dianthus scardicus
- Wulfenia carinthiaca
- Taxus baccata
- Acer heldreichii
- Quercus trojana
- Ulmus minor

### Тваринний світ

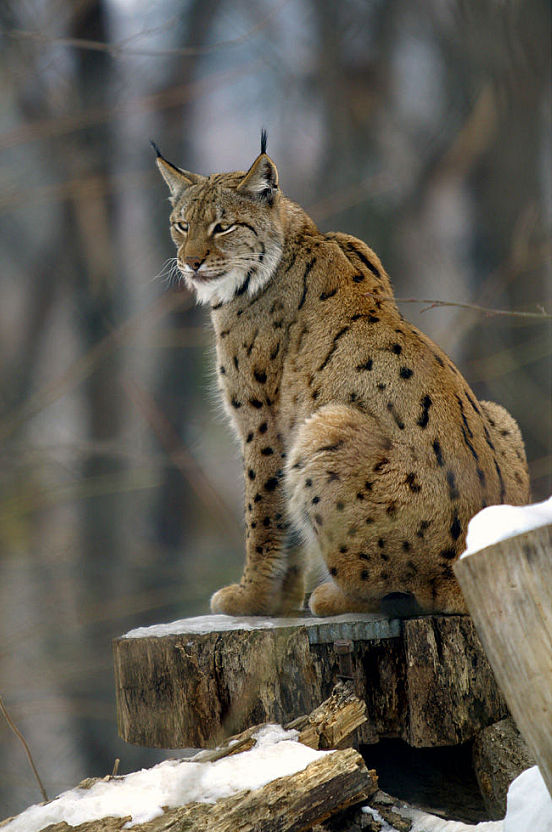
Рись

Тваринний світ Косова складається з широкого спектра видів через різноманітність його рельєфу, екологічних факторів та географічного положення. Ліси з найбільшою різноманітністю є в Сарських горах, Албанських Альпах, Копаоніку і Мокні. Там знаходиться одинадцять природних заповідників, які є домівкою для таких видів, як:
- Ведмідь бурий (Ursus arctos)
- Рись звичайна (Lynx lynx)
- Сарна (Rupicapra rupicapra)
- Беркут (Aquila chrysaetos)
- Тетерук (Tetrao urogallus)
- Лелека білий (Ciconia ciconia)
- Боривітер степовий (Falco naumanni)
- Гадюка рогата (Vipera ammodytes)
- Миша хатня (Mus musculus)
- Вовчок сірий (Glis glis)

## Види діяльності
Агентство лісового господарства Косова, частина Міністерства сільського господарства, лісового господарства та розвитку сільських районів в уряді Косова, є установою, відповідальною за управління лісами Косова й розв'язання будь-якого пов'язаного з ним питання. Його статус надається законом про ліси, і агентство складається з декількох невеликих підрозділів, які мають справу з веденням лісового господарства.
Із загального запасу 40 млн м3 деревини, близько 1 млн м3 щорічно використовується для опалення. Існує великий потенціал для використання або експорту деревини, але всього лише невелику частку зрізають для промислових цілей. Лише близько 70 000—80 000 м3 деревини були використані в промисловості протягом останнього десятиліття, в той час як існує достатня пропозиція деревини, щоб удвічі збільшити цю суму.

### Пожежі
Ліси Косова схильні до пожеж у літній час. Протягом останнього десятиліття найбільші пожежі зафіксовано влітку 2007 року, коли близько 5000 га (12 350 акрів) землі пошкодили пожежі, спричинені природними й людськими факторами. Ця ситуація повторилася і наступного літа. Крім того, лісові пожежі дуже небезпечні через те, що вони можуть викликати низку інших стихійних лих, зокрема зсуви. Були спроби запобігти таким лихам, але ризик їхнього повторення ще існує. Крім того, внаслідок цих пожеж флора і фауна весь час перебувають під загрозою.

### Незаконне вирубування
Близько 40 % публічно керованих лісів і 29 % приватних лісів Косова піддаються незаконному використанню. Це явище найбільш поширене в Шарських лісах. Тільки 2008 року близько 1800 м3 деревини пошкоджено внаслідок незаконної вирубки лісу. Це завдало значних фінансових збитків у розмірі близько пів мільйона євро тільки в цьому регіоні. Було загалом 7600 позовів протягом 2010 року від лісового господарства через незаконне використання лісу, з яких розглянуто й урегульовано лише невелику частку. З іншого боку, незаконне використання лісів створює серйозні екологічні загрози. В результаті такої діяльності, великі лісові масиви були перетворені в землі сільськогосподарського призначення по всій країні, особливо в районі Призрен.
Ряд урядових проектів були організовані з метою запобігання незаконному використанню лісів і виявленню територій, які є найбільшими жертвами цієї діяльності. Створено спільний проект ЄС та уряду Косова для боротьби з незаконними рубками лісових масивів і очікується, що він дасть задовільні результати.

## Цікаві місця

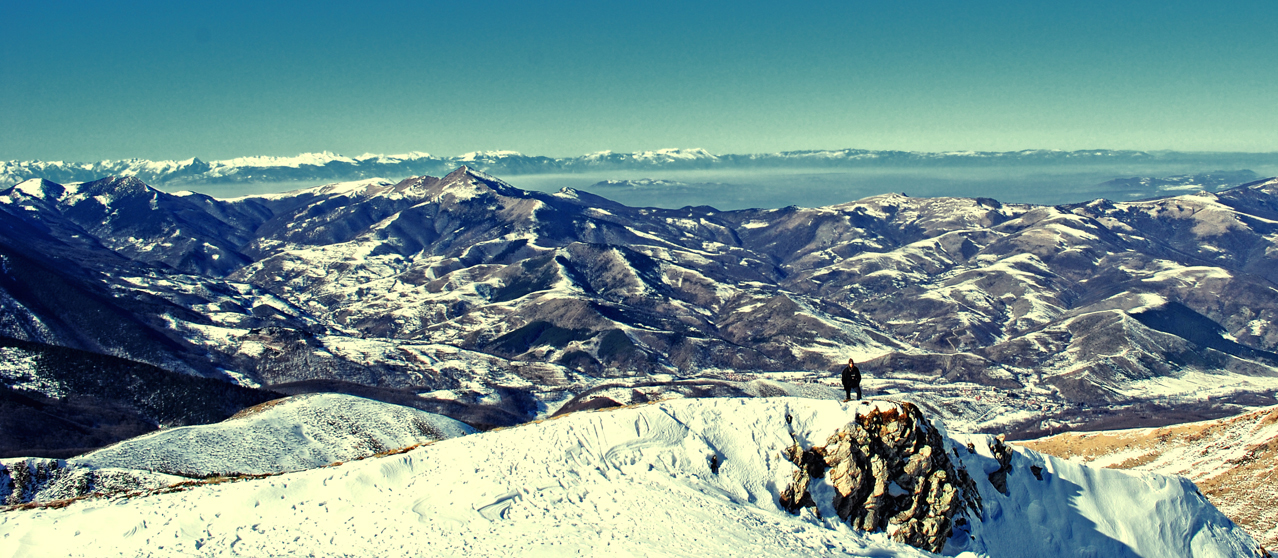
гори Брезовіца

Гьормія — регіональний парк, розташований на північному сході Приштіни, столиці Косова, і має загальну площу 6200 га (15 320 акрів). Він пропонує кілька пішохідних маршрутів. Тут є зони для відпочинку, а також кілька лижних трас.
Брезовіца — популярний гірськолижний курорт у зимовий період для місцевих жителів через його зручне розташування в Шарських горах. Він лежить на висоті від 900 до 2500 метрів над рівнем моря. Брезовіца пропонує широкий вибір зимових видів спорту, а також походи в теплу пору року.
Боге — лежить у західній частині Косова, а точніше в Албанських Альпах. Він має популярність як влітку, так і взимку.
Превалла — розташований на висоті 1515 метрів над рівнем моря у Шарських горах. Парк пропонує ділянки для катання на лижах, походи в гори та релаксації.